# دانیل ساوین
دانیل ساوین (اوکراینی: Данііл Артемович Савін؛ زادهٔ ۲۹ ژوئن ۲۰۰۵) بازیکن فوتبال اهل اوکراین است.